# Tierra de todos
Tierra de todos es una película española de 1962 dirigida por Antonio Isasi-Isasmendi y protagonizando Manuel Gallardo, Fernando Cebrián, Montserrat Julió y Amparo Baró. Manuel Gallardo obtuvo por su interpretación en esta película el premio San Jorge al mejor actor del año. 
Tierra de todos es la primera película que presenta la Guerra Civil desde ambos bandos, en un intento de reconciliación. Está ambientada en los Altos Pirineos, con un presupuesto muy bajo, pues no recibió ningún apoyo y sí todas las trabas para que se hiciera y estrenara la película. El ejército no quiso prestarle ningún material ni uniformes.

## Sinopsis
Dos soldados del bando republicano y franquista luchan en el frente. Por la crecida del río quedan ambos aislados. Se odian a muerte, pero las circunstancias hacen que pernocten bajo el mismo techo, lo que les lleva a conocerse un poco y a pensar de otra manera.

## Reparto principal
- Manuel Gallardo como Juan, soldado republicano.
- Fernando Cebrián como Andrés, soldado nacional.
- Montserrat Julió como Teresa.
- Amparo Baró como María.
- Lluís Torner como Pedro.
- Juan Lizárraga como Rafa.
- Fernando Repiso como Chico.
- María Zaldívar como Manuela.
- Antonio Andrada como Don Elías.
- Víctor Israel como Soldado.